# Bifidocoelotes
Bifidocoelotes là một chi nhện trong họ Agelenidae.